# Weta Workshop
Weta Workshop é uma empresa de alto porte que trabalha na área de efeitos práticos, e está localizada em Miramar, Nova Zelândia, trabalhando para televisão e filmes.
Fundada em 1987 por Richard Taylor e Tanya Rodger como RT Effects, a Weta Workshop produz criaturas e efeitos especiais com maquiagem para séries de TV como Hercules: The Legendary Journeys e Xena: Warrior Princess, e filmes como Meet the Feebles e Heavenly Creatures. Uma divisão digital dela, a Weta Digital, foi fundada em 1993.
A Weta Workshop veio a proeminência mundial quando o diretor Peter Jackson produziu a trilogia O Senhor dos Anéis, construindo sets, produzindo figurinos, armaduras, armas, criaturas e miniaturas.
O nome da empresa vem do Wētā gigante, um grilo nativo da Nova Zelândia.

## Inovações

### Armadura
Para O Senhor dos Anéis, as armaduras de PVC de aparência realística não foram utilizadas somente pelos atores principais, mas também pelas centenas de figurantes que aparecem ao longo dos filmes. Vários tubos de PVC foram fatiados em aros, ajuntados à mão em armaduras, e então eram chapeados eletricamente, de forma a deixar bordas ásperas nos aros. 12,5 milhões de ligações a partir de 11 quilômetros de tubulação de PVC foram usados nesse processo extremamente laborioso.

### "Bigatures"
O termo "Bigature" foi o apelido da Weta Workshop para uma miniatura muito grande. Eles foram usados na trilogia O Senhor dos Anéis, com o maior deles medindo uns 9 metros de altura. Uma extensão técnica de computação gráfica fora utilizada para controlar câmeras para produzir menos malha nas fotografias de "bigatures" com os atores em cena. A Weta também usou a "Bigature" em King Kong, de Peter Jackson.
Bigatures usadas na trilogia O Senhor dos Anéis:
- O Abismo de Helm - A fortaleza da montanha dos Rohirrim;
- Os Portos Cinzentos - O porto dos elfos;
- Minas Tirith - A cidade branca de Gondor;
- Orthanc - Fortaleza de Saruman;
- Minas Morgul - Cidade em Ruínas de Sauron;
- Barad-dûr - A Torre do Olho-flamejante de Sauron;
- O Portão Negro - O portão que vigia a abertura entre o Ered Lithui e o Ephel Dúath;
- Grond - O aríete que colocou abaixo os portões de Minas Tirith;

### Weta Tenzan Chain Maille
A Weta tem, agora, uma divisão, a Weta Tenzan Chain Maille, que faz cotas de malha (chainmail) para as produções de filmes. PVC injetado foi usado para as armaduras de Reino dos Céus, dando melhor resultado que o processo usado para O Senhor dos Anéis. Versões eletro-chapeadas com uma fina camada de metal têm o mesmo aspecto como o das cotas de malha reais; movem como metal com um terço do peso, e são muito mais baratas. Cotas em alumínio ou aço para trabalho de alto-impacto dos dublês também são produzidas.

## Filmografia de efeitos físicos
- Halo
- The Chronicles of Narnia: Prince Caspian (2008)

As Crônicas de Nárnia: Prínciope Caspian (Brasil); As Crónicas de Nárnia: O Príncipe Caspian (Portugal)
- Love Story 2050 (2008)
- Eel Girl (2008)
- 30 Days of Night (2007)

30 Dias de Noite (Brasil); 30 Dias de Escuridão (Portugal)
- Fantastic Four: Rise of the Silver Surfer (2007)

O Quarteto Fantástico e o Surfista Prateado (Brasil)
- The Waterhorse: Legend of the Deep (2007)

Meu Monstro de Estimação (Brasil)
- Black Sheep (2007)
- The Host (2006)
- The Chronicles of Narnia: The Lion, the Witch and the Wardrobe (2005

As Crônicas de Nárnia: O Leão, a Feiticeira e o Guarda-Roupa (Brasil); As Crónicas de Nárnia: O Leão, a Feiticeira e o Guarda-Roupa (Portugal)
- King Kong (2005)

King Kong (Brasil/Portugal)
- The Legend of Zorro (2005)

A Lenda do Zorro (Brasil/Portugal)
- Van Helsing (2004)

Van Helsing (Brasil/Portugal)
- Peter Pan (2004)

Peter Pan (Brasil/Portugal)
- Master and Commander: The Far Side of the World (2003)

Mestre dos Mares: O Lado Mais Distante do Mundo (Brasil/Portugal)
- The Lord of the Rings: The Return of the King (2003)

O Senhor dos Anéis: O Retorno do Rei (Brasil); O Senhor dos Anéis: O Regresso do Rei (Portugal)
- The Lord of the Rings: The Two Towers (2002)

O Senhor dos Anéis: As Duas Torres (Brasil/Portugal)
- The Lord of the Rings: The Fellowship of the Ring (2001)

O Senhor dos Anéis: A Sociedade do Anel (Brasil); O Senhor dos Anéis: A Irmandade do Anel (Portugal)

## Empresas relacionadas
Weta Cave é um mini-museu, parte da Weta Workshop, em Miramar, Nova Zelândia. Foi fundado por Peter Jackson, Richard Taylor, Tania Rodger e Jamie Selkirk. Além de museu tem uma loja e uma sala de projecção.